# Henry Tureman Allen
Il maggior generale Henry Tureman Allen (Sharpsburg, 13 aprile 1859 – Buena Vista, 29 agosto 1930) è stato un militare statunitense, alto ufficiale dell'esercito degli Stati Uniti noto per aver esplorato il fiume Copper in Alaska nel 1885 insieme ai fiumi Tanana e Koyukuk attraversando 1 500 miglia (2 400 km) di natura selvaggia. Il suo percorso venne paragonato dal generale Nelson A. Miles a quello di Lewis e Clark..

## Biografia
Allen nacque a Sharpsburg, Kentucky.Si laureò alla United States Military Academy nel 1882 e venne nominato secondo tenente nella cavalleria. Servì nello stato maggiore del generale Nelson Miles. In seguito prestò servizio come addetto militare in Russia (1890–1895) e in Germania (1897–1898). Allen prestò anche servizio nella guerra ispano-americana, nella battaglia di El Caney.
Allen fu quindi di stanza nelle Filippine per servire come governatore militare di Leyte nel 1901. Alla fine organizzò e comandò il Corpo di polizia delle Filippine, prima di proseguire nel 1904, in qualità di osservatore, con l'esercito giapponese in Corea.
Nell'agosto 1917, durante la prima guerra mondiale venne promosso generale di brigata e gli venne assegnato il comando della 90ª Divisione fanteria, una divisione della Guardia Nazionale (attuale Riserva dell'esercito degli Stati Uniti) con sede in Texas. Le sue istruzioni erano di portarla alla forza totale e di portarla sul fronte occidentale nel giugno 1918.
Succedette a Pierrepont Noyes come commissario degli Stati Uniti nell'Alta commissione inter-alleata della Renania.
Allen è sepolto nel cimitero nazionale di Arlington sotto una statua progettata dallo scultore Albert Jaegers.

### Infanzia
Allen nacque il 13 aprile 1859 a Sharpsburg, Kentucky. I suoi genitori erano Susan (Shumate) e Sanford Allen ed era il tredicesimo di quattordici figli. Dopo aver frequentato l'Accademia Militare di Peeks Mill, Allen frequentò il Georgetown College e si laureò nel 1878. Poi si trasferì alla United States Military Academy a West Point. Dopo essersi diplomato all'Accademia nel 1882, accettò una nomina nella cavalleria. Tra i suoi compagni di classe c'erano diversi uomini che, come lo stesso Allen, alla fine avrebbero raggiunto il grado di generale, come Adelbert Cronkhite, George W. McIver, Richard Whitehead Young, Edward Alexander Millar, Charles Treat, Lansing Hoskins Beach, William H. Sage, Edward Burr, Thomas Buchanan Dugan, Benjamin Alvord Jr., William Herbert Allaire Jr. e John T. Thompson.
Dal 1888 fino al 1890, Allen lavorò come istruttore a West Point. Prestò quindi servizio nel Vecchio West americano a Fort Keogh, nel Territorio del Montana, sorvegliò la Northern Pacific Railroad mentre era in fase di costruzione e servì poi come addetto militare in Russia (1890-1895) e in Germania (1897-1898).

### L'esplorazione dell'Alaska
Allen fu molto soddisfatto quando venne assegnato per la prima volta in servizio in Alaska nel 1884. Scrisse alla sua fidanzata che: "Sono disposto a rinunciare a qualsiasi beneficio che potrei ricevere andando ad est per un tentativo di esplorazione in Alaska." All'epoca Allen era classificato come tenente e servì come aiutante di campo del generale Nelson A. Miles. Supervisionò le spedizioni del tenente William R. Abercrombie da Sitka a Nuchek. Allen venne poi inviato da Miles alla ricerca di Abercrombie, che Miles aveva inviato ad esplorare il fiume Copper. Alla fine, Allen trovò Abercrombie vicino alla foce del fiume. A causa dei ghiacciai in movimento e del terreno accidentato, Abercrombie non riuscì a risalire il fiume per più di 60 miglia (97 km).
In seguito delle spedizioni di Frederick Schwatka, che coprìrono gran parte del territorio dell'Alaska, ma non contribuirono molto alla creazione di una mappa dell'area, e di Abercrombie, che non era riuscito a superare i canyon inferiori del Copper, Allen mise a punto un piano per esplorare sia il fiume Tanana che il fiume Copper, che erano due dei più grandi fiumi inesplorati dell'Alaska. Miles diede il permesso ad Allen di proseguire con il suo piano, tuttavia volle che fossero inclusi almeno tra i 4 e i 10 uomini ed un ufficiale medico ad accompagnarlo durante il viaggio. Allen insistette che partissero solo tre soli uomini, compreso sé stesso, e il generale Philip Sheridan approvò definitivamente il piano originale di Allen. Con il sergente Cady Robertson, il soldato Fred Fickett e $ 2.000, nella primavera del 1885, Allen arrivò al delta del fiume Copper. Il piano d'azione di Allen era quello di raggiungere le sorgenti del fiume Copper sul ghiaccio. Sebbene avesse poco cibo adeguato, dovendo affrontare una pioggia gelata ed un terreno difficile, Allen continuò a spostarsi a nord lungo il fiume. John Bremner si unì alla spedizione quando Allen arrivò a Taral, un villaggio indiano. Sebbene le scorte di Allen stessero diminuendo, egli fu in grado di esplorare il fiume Chitina, il principale affluente del fiume Copper. Durante la spedizione, Allen imparò a costruire e a navigare su barche di pelle come gli indiani nella regione. Con queste barche risalirono il fiume, perdendo sempre più provviste lungo il percorso. In una occasione dovettero mangiare "carne marcia e vermiforme".
Dopo che il distaccamento assunse nuove guide, Allen e i suoi uomini decisero di lasciare il fiume Copper e attraversare la Catena dell'Alaska attraverso un portale che Allen chiamò Passo di Miles. Divennero i primi uomini a tracciare l'aspro fiume e una delle catene montuose più alte del Nord America. Quando uno dei soldati e Bremner ricevettero lo scorbuto a causa delle loro povere diete, Allen si astenne dall'esplorare il Tanana fino alle sue sorgenti e decise di dirigersi verso una stazione commerciale alla sua foce. Il posto era a più di 560 miglia (900 km) di distanza e dovevano passare attraverso terre presumibilmente appartenenti ad indiani ostili. Poco dopo essere arrivato al Tanana, Allen incontrò i nativi secondo quanto riferito ostili e apprese, sollevato, che erano interessati solo alle pillole che Allen aveva con sé.
In totale, Allen aveva esplorato attraverso circa 1 500 miglia (2 400 km) in una regione selvaggia inesplorata in soli cinque mesi. Il generale Miles dichiarò che la spedizione di Allen "ha superato tutte le esplorazioni del continente americano da Lewis e Clark."

### La guerra ispano-americana e l'insurrezione filippina

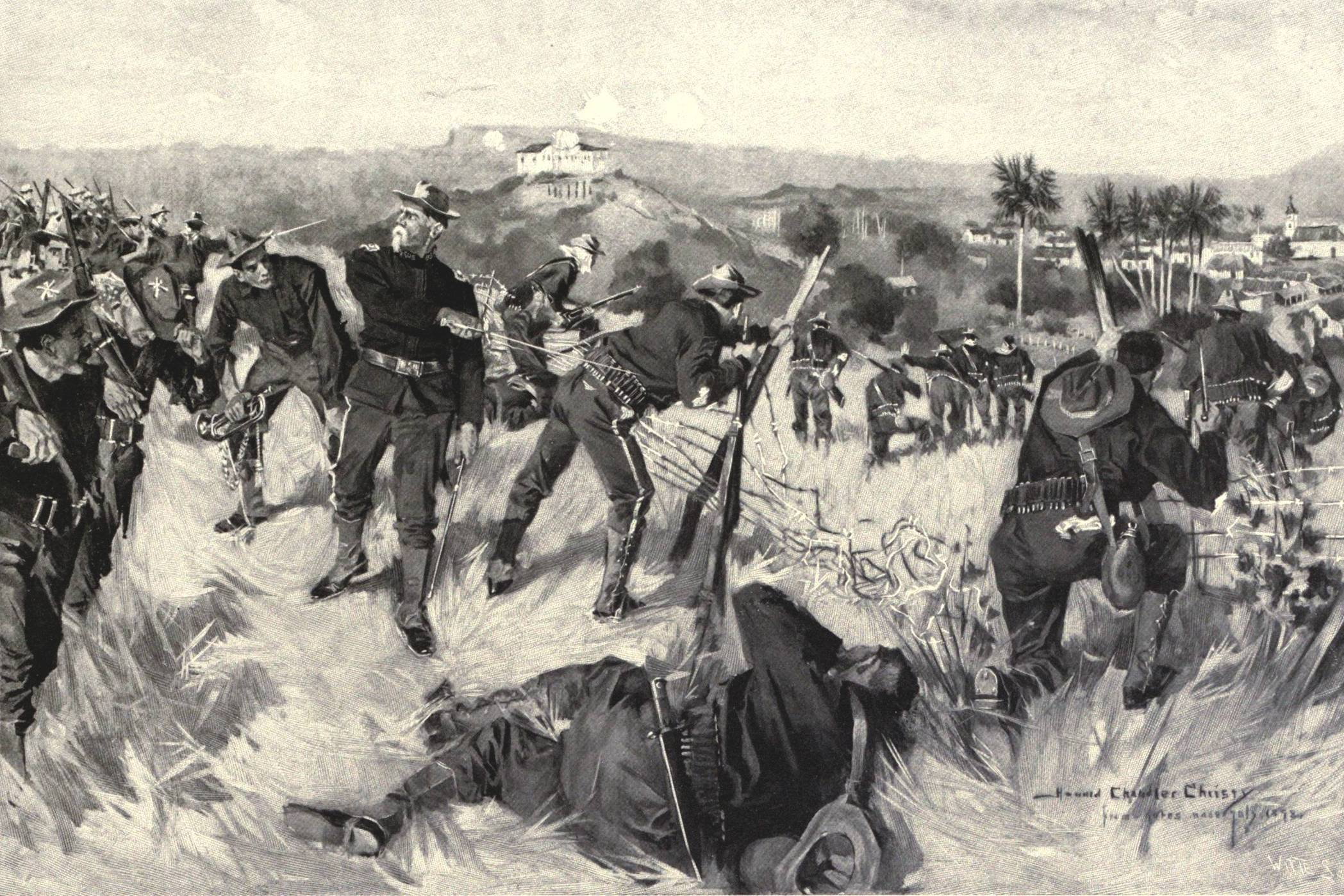
La conquista di El Caney di Howard Chandler Christy. Un dipinto della battaglia di El Caney.

Dopo l'inizio della guerra ispano-americana nell'aprile 1898, Allen lasciò la sua posizione in Germania e dal giugno 1898 venne posto al comando dello Squadrone D del 2º Cavalleria. Divenne quindi un maggiore dei volontari e gli venne ordinato di sbarcare a Cuba. Lui e i volontari servirono come esploratori e in servizio di scorta durante la Campagna di Santiago. Essi combatterono anche il 1º luglio 1898, nella battaglia di El Caney. Il 10 luglio, Allen prese il controllo della città e del suo campo, che conteneva oltre 20.000 rifugiati. Sebbene non ci fossero cibo né medicine adeguate, venne evitato un disastro quando Santiago de Cuba si arrese solo sei giorni dopo, permettendo ai rifugiati di tornare alle loro case. Allen sviluppò quindi un caso di malaria o di febbre gialla e dovette tornare negli Stati Uniti per curarsi. Il suo servizio durante la guerra lo rese molto apprezzato da Theodore Roosevelt. Roosevelt avrebbe poi cercato d'inserire Allen in una divisione pianificata di volontari durante la prima guerra mondiale, ma la divisione non venne mai formata.
Allen venne promosso al grado di capitano dell'esercito regolare nell'autunno del 1898 e tornò a Berlino, in Germania, come addetto militare. Volendo vedere di nuovo la battaglia, nel 1899 si trasferì al 43rd Volunteer Regiment come maggiore. Venne posto al comando del 3º Battaglione, sull'isola di Samar. Durante questo periodo, riuscì a reclutare con successo membri per i Philippines Scouts e a combattere gli insorti. Dopo che venne raggiunta la pace a Samar, Allen comandò una delle tre sezioni di Leyte. Riservò un trattamento equo ai civili locali e lavorò persino a diversi progetti per migliorare Leyte. Allen volle il rigoroso rispetto delle leggi di guerra e guidò pattuglie per imporle. Egli divenne noto alla gente del posto come "il Comandante di Ferro" a causa del suo stile di governo severo ma umano.
Una volta che Allen ritenne che la guerra fosse finita nel suo distretto, si offrì volontario per prestare servizio in Cina per sopprimere la ribellione dei Boxer, ma gli venne negato perché il suo servizio nelle Filippine era considerato più importante. Per un breve periodo, Allen prestò servizio come governatore di Leyte tra aprile e giugno 1901. Successivamente, venne scelto per fondare il Corpo di polizia delle Filippine a causa del suo successo nel reclutamento di membri per i Philippines Scouts, la sua capacità di parlare spagnolo e la sua testimonianza su Leyte. L'intenzione del Corpo di polizia era quello di colmare il divario tra le forze americane e la polizia filippina sulle isole Filippine. Era composto sia da poliziotti filippini che da ufficiali americani e contribuì a stabilizzare le isole. Il Corpo di polizia aiutò a sopprimere la ribellione, sorvegliò le prigioni, fornì intelligence e riportò legge e ordine nelle isole. Allen rimase al comando del gruppo fino al 1907 e raggiunse il grado temporaneo di generale di brigata con il comando di oltre 10.000 uomini.

### Il ritorno negli Stati Uniti, la Spedizione Punitiva e la prima guerra mondiale

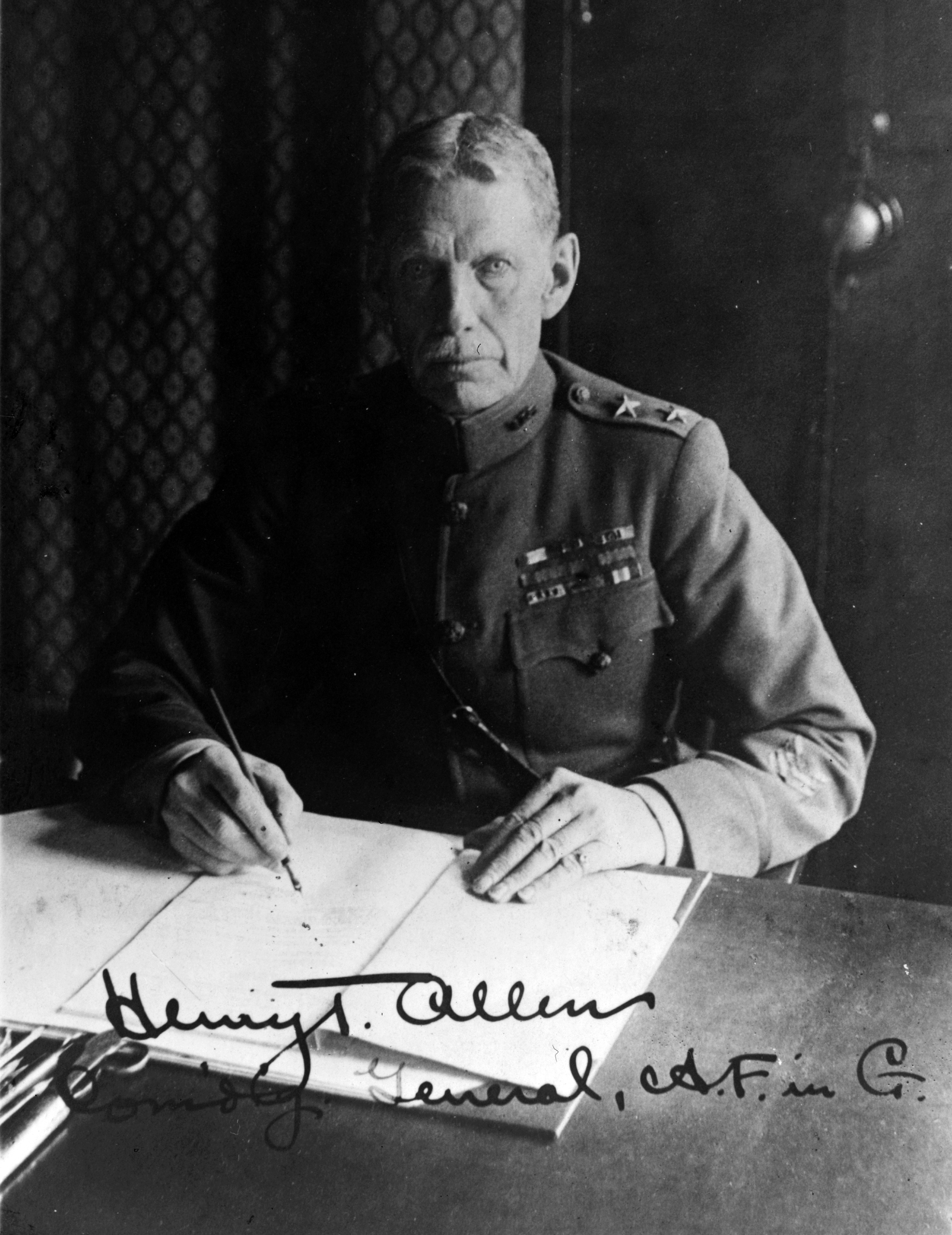
Foto autografata di Allen come maggior generale.

Allen tornò negli Stati Uniti nella primavera del 1907 e ritornò al suo grado permanente di maggiore. Successivamente sarebbe entrato a far parte dello stato maggiore nel 1910 come esperto di cavalleria. Nell'agosto del 1912 venne nominato al grado di tenente colonnello e poi, nel luglio 1916, divenne colonnello. Assunse il comando dell'8º Cavalleria e lo condusse durante la Spedizione punitiva, in cui il brigadier generale John J. Pershing tentò di catturare Pancho Villa.
Dopo che gli Stati Uniti entrarono nella prima guerra mondiale, Allen venne promosso generale di brigata nel maggio 1917. Divenne temporaneamente maggior generale e gli venne dato il comando della 90ª Divisione fanteria a Camp Travis, Texas. L'unità era composta principalmente di coscritti dell'Oklahoma e del Texas e aveva molte carenze, tra cui fucili, alloggi, artiglieria, uniformi e persino soldati. Nella primavera del 1918, la divisione era a corto di oltre 10.000 uomini. Nonostante questi problemi, Allen tenne i suoi uomini in un programma di addestramento. Una volta che Allen venne a sapere che la divisione si sarebbe unita all'American Expeditionary Forces (AEF) sul fronte occidentale nel maggio dello stesso anno, un gran numero di soldati iniziò a riversarsi nella divisione. Allen aumentò il suo programma di addestramento e fece correre i suoi uomini per quindici ore al giorno, sette giorni alla settimana. Nella terza settimana di giugno, la divisione venne poi spedita in Francia.

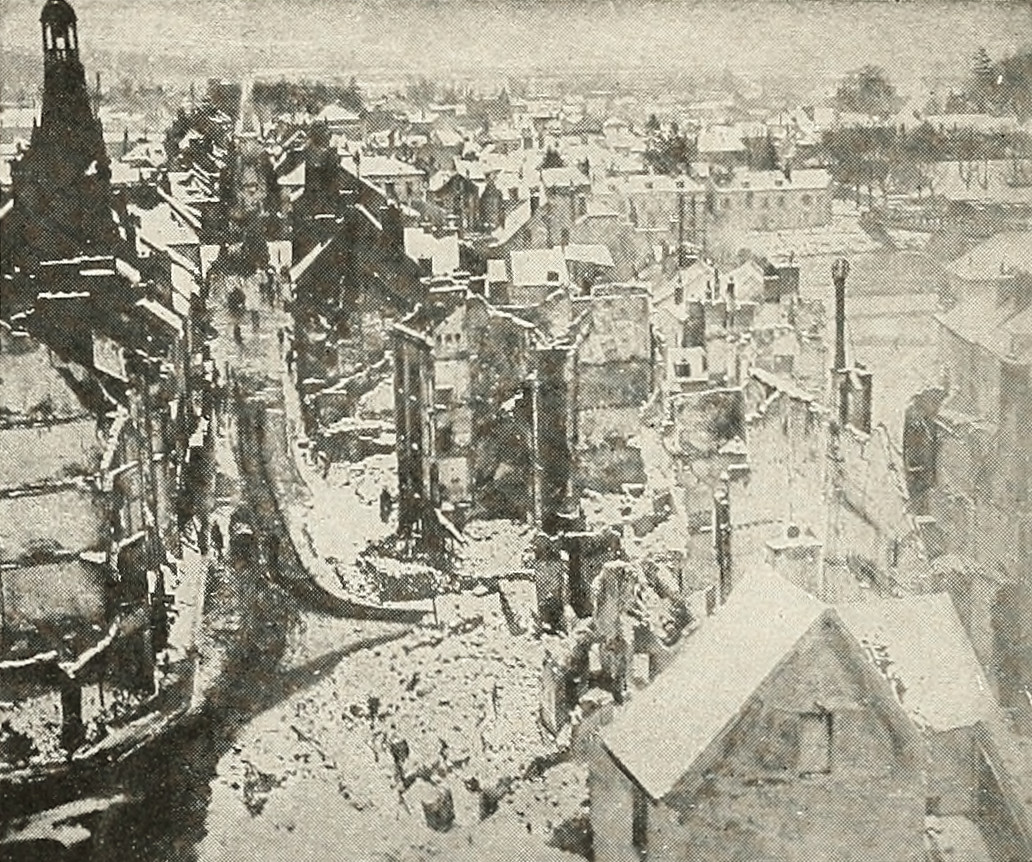
La distruzione visto nella Foresta di Argonne, Francia durante l'Offensiva Mosa-Argonne.

Dopo un ulteriore addestramento a nord-est di Digione, il 24 agosto, la 90ª Divisione fanteria entrò in un settore del fronte sul lato orientale del saliente di St. Mihiel. All'epoca Pershing, ora generale e comandante in capo (C-in-C) dell'AEF sul fronte occidentale, si stava preparando per la sua prima grande offensiva, chiudendo il saliente. L'unità di Allen doveva formare il perno destro nell'offensiva. Iniziò all'alba del 12 settembre, quando iniziò l'offensiva. Dopo un fuoco di sbarramento, la divisione continuò ad avanzare. Nelle successive nove ore, gli uomini di Allen conquistarono i loro obiettivi ed il 16 settembre gli americani avevano ridotto il saliente. Dopo che il saliente venne eliminato, Pershing pianificò che le forze americane attaccassero ad ovest nella Mosa-Argonne. All'inizio, l'unità di Allen rimase vicino a St. Mihiel, coprendo settori già lasciati liberi dalle truppe che andavano ad ovest e raggruppò le loro posizioni. Una volta che la battaglia divenne più intensa, Allen e i suoi uomini entrarono nelle linee vicino Bantheville. La 90ª avanzava lentamente e Allen sollevò gli ufficiali che trovava incompetenti o deboli. La divisione riuscì ad attraversare il fiume Mosa vicino a Stenay solo alcuni giorni prima della firma dell'armistizio dell'11 novembre 1918.
Una volta conclusa la guerra, Allen venne nominato comandante delle forze americane in Germania da Pershing nel luglio del 1919, dopo conflitti con i precedenti comandanti, Joseph Dickman e Hunter Liggett. Dal 1919 al 1923, Allen agì come governatore militare della zona di occupazione americana intorno Coblenza. Fu anche membro dell'Alta commissione inter-alleata della Renania. Sebbene tentasse di rappresentare gli interessi degli Stati Uniti, non gli venne fornita alcuna guida o istruzione specifica dai dipartimenti della Guerra e di Stato. Sempre più spesso, agì nel frenare le ambizioni dei francesi nella regione.

### Ultimi anni e morte
Allen venne promosso ancora una volta al grado permanente di maggior generale nel 1923 e andò in pensione nello stesso anno. Dopo il pensionamento, visse a Washington D.C. Nei successivi sette anni della sua vita, Allen scrisse due libri sul suo periodo in Renania, My Rhineland Journal (1923) e The Rhineland Occupation (1927). Parlò anche di politica internazionale e venne coinvolto nel Partito Democratico.
Poco dopo aver lasciato il suo ultimo incarico come governatore militare degli Stati Uniti in Germania, Allen s'impegnò in una campagna di emergenza per gli aiuti umanitari alla Germania. Nel 1923, fondò e presiedette il Comitato americano per il soccorso dei bambini tedeschi. Esso mirò a fornire pasti supplementari ai bambini affamati, alle donne in gravidanza ed in allattamento. La campagna ebbe particolare successo, ottenendo le donazioni della comunità tedesco-americana, ma lavorò a stretto contatto con il Consiglio federale delle Chiese. La campagna di Allen, che continuò fino alla metà del 1924, raccolse 4,3 milioni di dollari e, al suo apice, distribuì pasti ad un milione di bambini tedeschi.
Allen servì come ufficiale esecutivo e vicepresidente del Comitato olimpico americano durante le Olimpiadi del 1924. Nel 1928, nonostante avesse quasi settant'anni, Allen venne considerato come un concorrente alla corsa alla vicepresidenza del democratico Al Smith e ricevette 21 voti nel ballottaggio che portò alla nomina di Joseph Taylor Robinson. Il 29 agosto 1930, morì a Buena Vista Springs, Pennsylvania. Venne riferito sul The New York Times che la causa della sua morte fu una cardiopatia nel corso di una visita alla città. Allen venne sepolto nel Cimitero nazionale di Arlington. Pershing fu uno dei portatori presso la sepoltura.

## Vita personale ed eredità
Henry Tureman Allen sposò sua moglie Dora Johnston (1860–1932), il 12 luglio 1887. Ebbero tre figli: Jeanette (1888–1962), Henry Jr. (1889–1971) e Daria (Dasha) (1892–1977).  Jeanette era sposata con il tenente generale Frank Maxwell Andrews, US Army Air Corps, da cui il nome Andrews AFB. Il generale Allen era anche un noto appassionato di polo.
Camp Allen, la sede originale dell'Accademia militare filippina (nata come scuola ufficiali del Corpo di polizia delle Filippine), porta il suo nome. Nel 1941 un trasporto d'attacco precedentemente noto come Wenatchee e President Jefferson venne rilevato dalla marina statunitense e ribattezzato Henry T. Allen. Il geologo dell'Alaska, Alfred Hulse Brooks, una volta scrisse che: "Nessun uomo, attraverso le sue singole esplorazioni, ha aggiunto di più alla nostra conoscenza sull'Alaska del tenente Allen." La città di Allen (Northern Samar) nelle Filippine porta il suo nome.

## Cultura popolare
Il libro del 2016 di Eowyn Ivey To the Bright Edge of the World è stato ispirato dai resoconti ufficiali dell'esplorazione dell'Alaska da parte di Allen nel 1885 e dai diari dei membri della sua spedizione.